# Villa Chiampo
Villa Chiampo, già nota come Villa della Cittadella, è una storica residenza della città piemontese di Ivrea in Italia.

## Storia
Il sito sul quale sorge la villa era precedentemente occupato da una fortezza posta a difesa della città di Ivrea nota come la Cittadella, andata completamente distrutta nel 1704.
La data di costruzione della villa è incerta, ma data la sua presenza in un acquarello del 1883 opera del geografo e naturalista britannico Henry Haversham Godwin-Austen intitolato Panoramic View from the hill La Nuova Castiglia è ragionevole collocarne la realizzazione verso la metà del XIX secolo.
La villa, inizialmente proprietà della famiglia Borgetti, cosa confermata dal fatto che il vicolo che dal Borghetto porta ad essa porti il nome della stessa famiglia eporediese, venne venduta nel 1893 all'ingegnere Giacomo Chiampo, sindaco d'Ivrea dal 1888 al 1895. I Borgetti traslocarono allora nell'altra residenza che avevano fatto edificare in città negli anni 1860, la Villa Luisa. Negli anni successivi Villa Chiampo venne frequentata dall'alta società eporediese e da illustri ospiti quali Giuseppe Giacosa, Giovanni Verga, Gabriele D'Annunzio e Guido Gozzano.

## Descrizione
La villa sorge in cima al monte Ferroglietto in posizione dominante sul sottostante quartiere del Borghetto, sulla riva destra della Dora Baltea.
L'edificio, sviluppato su tre piani, presenta una pianta rettangolare. Un grande terrazzo con una fontana permette di godere della vista sul fiume, sulla città e sulle montagne.

## Galleria d'immagini

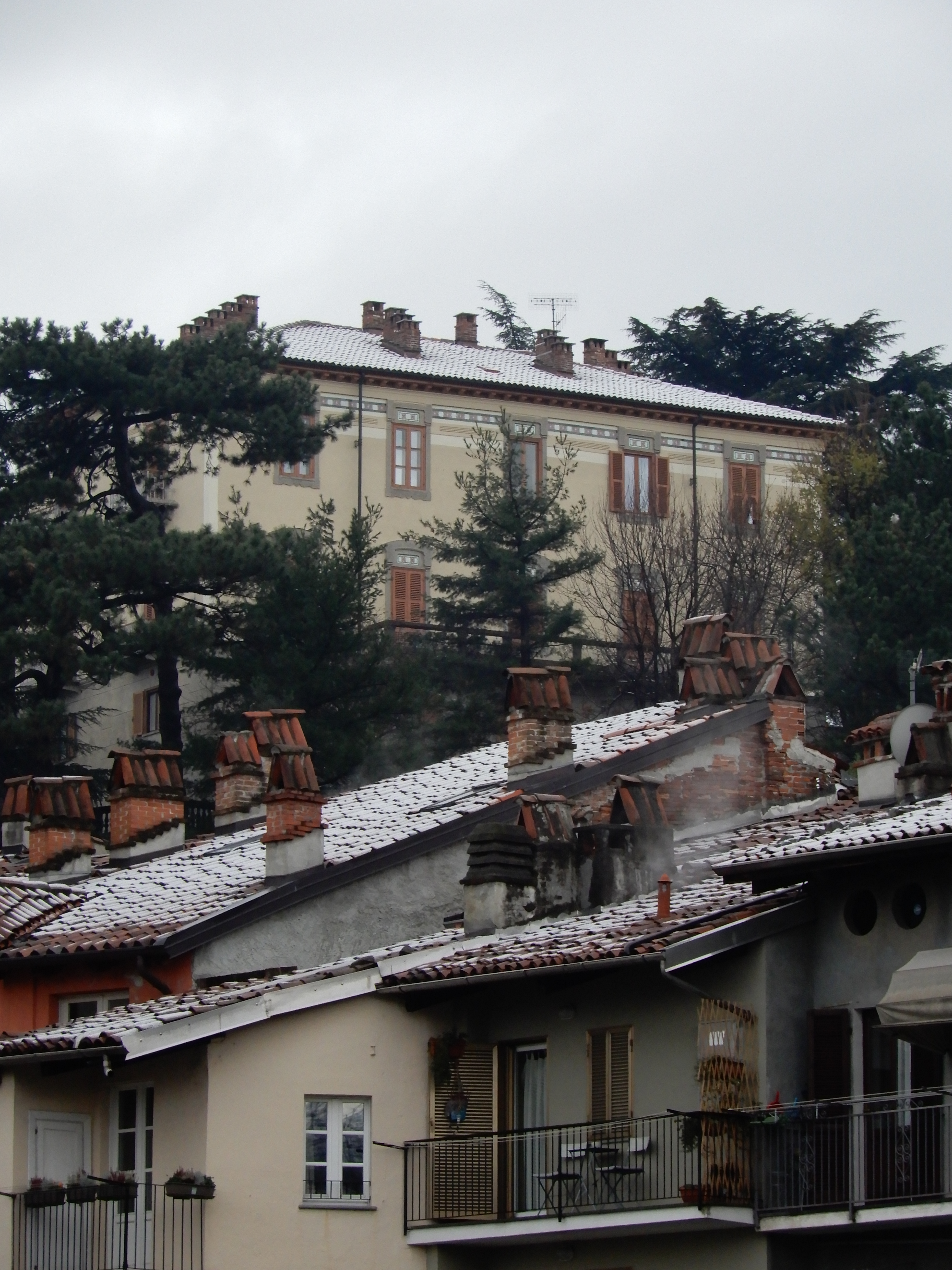
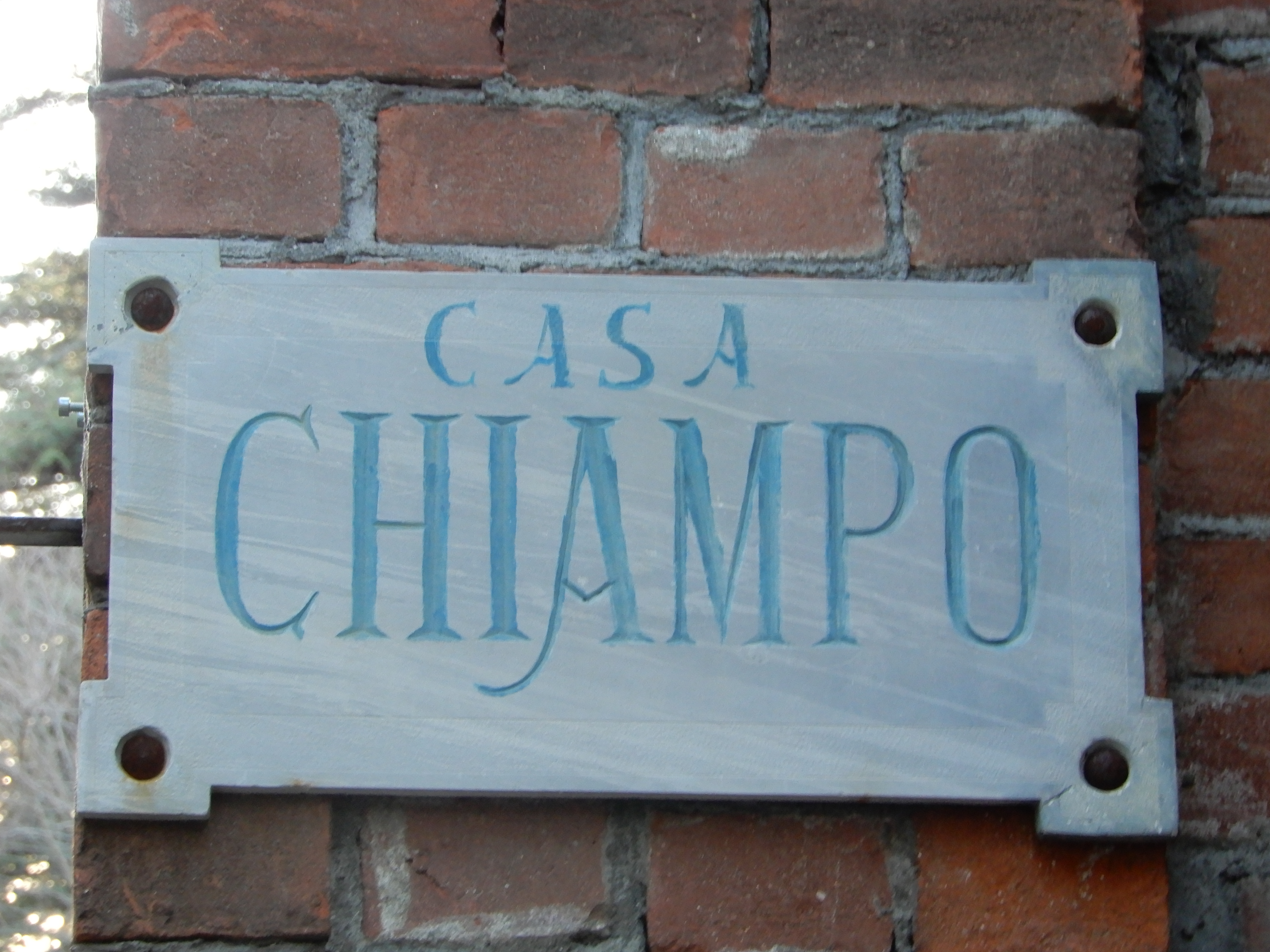
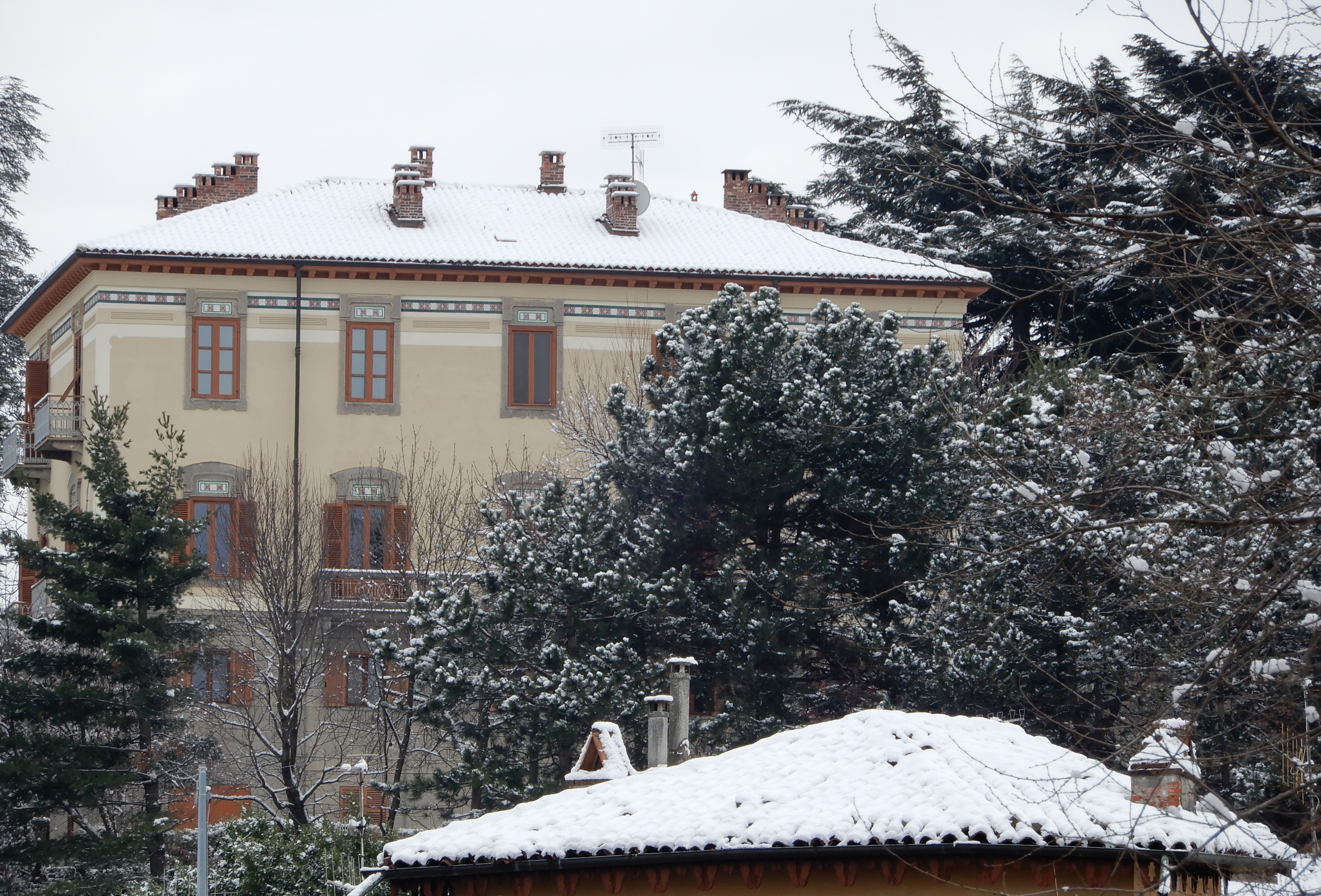